# ما كاي
ما كاي (بالصينية: 马凯) هو سياسي صيني، ولد في 1 يونيو 1946 في الصين. حزبياً، نشط في الحزب الشيوعي الصيني. وقد انتخب عضو المكتب السياسي للحزب الشيوعي الصيني (15 نوفمبر 2012 – 25 أكتوبر 2017) وانتخب عضو مجلس الدولة لجمهورية الصين الشعبية وانتخب Secretary-General of the State Council ‏.